# Nemertinoides elongatus
Espèce
Nemertinoides elongatus est une espèce de némertodermatides de la famille des Nemertodermatidae, des vers marins microscopiques.

## Répartition
Cette espèce est endémique de l'océan Atlantique Nord.

## Description
Nemertinoides elongatus mesure jusqu'à 6 mm.

## Publication originale
- Riser, 1987 Nemertinoides elongatus gen. n., sp. n. (Turbellaria: Nemertodermatida) from coarse sand beaches of the Western North Atlantic. Proceedings of the Helminthological Society of Washington, vol. 54, p. 60-67.